# Stazione di Libourne
La stazione di Libourne (in francese Gare de Libourne) è la principale stazione ferroviaria di Libourne, Francia.